# 上溪乡
上溪乡，是中华人民共和国江西省吉安市永丰县下辖的一个乡镇级行政单位。

## 行政区划
上溪乡下辖以下地区：
上溪村、横溪村、大坪村、礼坊畲族村和双岭村。